# أندري نستروف
أندري نستروف (بالأوكرانية: Андрій Вячеславович Нестеров) هو لاعب كرة قدم أوكراني في مركز الدفاع، ولد في 2 يوليو 1990 في زاباروجيا في أوكرانيا. لعب مع ميتالوره زابورجيا.

## وصلات خارجية
- أندري نستروف على موقع اتحاد أوكرانيا (الإنجليزية)
- أندري نستروف على موقع قاعدة بيانات كرة القدم.إي يو (الإنجليزية)
- أندري نستروف على موقع Soccerbase.com (لاعب) (الإنجليزية)
- أندري نستروف على موقع Soccerway.com (الإنجليزية)
- أندري نستروف على موقع عالم كرة القدم.نت (الإنجليزية)